# CD Alcoyano
Club Deportivo Alcoyano (valencianisch Club Esportiu Alcoià) ist ein spanischer Fußballverein aus der Stadt Alcoy. Derzeit spielt Klub in der drittklassigen Primera Federación.

## Geschichte
CD Alcoyano wurde 1929, nach der Fusion der beiden Klubs der Stadt, Racing Alcoy und Levante, gegründet. 1942 stieg man erstmals in die Segunda División auf, und 1945, bereits drei Jahre später, gewann man die Spielklasse und durfte im Folgejahr an der Primera División teilnehmen. Insgesamt bestritt der Klub vier Spielzeiten in der höchsten Spielklasse (1945/46, 1947/48, 1948/49, 1950/51).
Am 20. Januar 2021 schlug man in der 3. Runde der Copa del Rey den amtierenden Meister und Rekordmeister der Primera División, Real Madrid, mit 2:1 nach Verlängerung. Den Siegtreffer zum 2:1 erzielte Juan Antonio Casanova Vidal in Unterzahl in der 115. Minute.

## Más moral que el Alcoyano
„Tener más moral que el Alcoyano“ (deutsch „Mehr Moral als Alcoyano haben“) ist eine Phrase, die sich im spanischen Sprachgebrauch eingebürgert hat. Der Ursprung ist nicht vollständig geklärt, die einen behaupten, die Phrase wäre entstanden, als Spieler und Funktionäre des Klubs in der Primera División, trotz teils aussichtsloser Situation, stets an den Klassenerhalt glaubten, andere wiederum sehen den Grund in einem konkreten Spiel, als der Verein trotz 5 bis 6 Toren Rückstand stets weiterkämpfte und sich am Ende auch noch beim Schiedsrichter beschwerte, weil dieser zu früh das Spiel abpfiff.

## Statistik
- 4 Saisons in der Primera División
- 12 Saisons in der Segunda División
- 29 Saisons in der Segunda División B
- 31 Saisons in der Tercera División
- Beste Platzierung in der Primera División: 10. (1947/48)

Stand: inklusive Saison 2020/21